# Liebhaverne
Liebhaverne er et TV program der kørte på TV2 i en årrække. Der blev fremvist liebhaverejendomme i både Danmark og i udlandet.
| Fjernsyn | Spire Denne artikel om et tv-program er en spire som bør udbygges. Du er velkommen til at hjælpe Wikipedia ved at udvide den. |